# فرنسبنك
فرنسبنك (Fransabank Group) هو من أقدم المصارف في لبنان، تأسس عام 1921، ويضم اليوم 125 فرعا في مختلف الأراضي اللبنانية. وهذه المجموعة المصرفية موجودة في عشر دول: لبنان، فرنسا، الجزائر، سوريا، السودان، روسيا البيضاء، وقبرص والعراق، وليبيا، والإمارات العربية المتحدة.

## تاريخيا
في العام 1921 افتتح بنك (Crédit Foncier d'Algérie et de Tunisie (C.F.A.T فرعا له في بيروت، وفي العام 1963 غير البنك إسمه إلى الاسم الجديد Société Centrale de Banque، وفي العام 1971 تم شراءه من قبل (Banque Française pour le Moyen-Orient SAL (B.F.M.O وهي شركة مصرفية لبنانية، ثم حصل اندماجات عديدة بينه وبين بنوك لبنانية، وفي العام 1982 تم تغيير التسمية إلى فرنسبنك.